# アウトサイド・ツアー
アウトサイド・ツアー（英語: Outside Tour）は、イギリスのミュージシャンであるデヴィッド・ボウイが1995年から1996年にかけて行った、アルバム『アウトサイド』のリリースに伴うコンサート・ツアー。
1995年9月から1996年2月にかけて北米とヨーロッパを周り、2月20日のパリ公演で一度ツアーは終了したが、同年の6月4日にアウトサイド・サマー・フェスティバル・ツアー（英語: Outside Summer Festivals Tour）と名称を変えて再開し、9月14日までに日本、ヨーロッパ、中東、北米を周った。
北米レグでは、ナイン・インチ・ネイルズが共同ヘッドライナーとしてツアーを行い、ボウイのセットリストと連続して公演を行った。モリッシーはヨーロッパ公演の全日程でオープニングアクトを務める予定だったが、9公演で降板した。
1995年10月13日のダラス公演と12月13日のバーミンガム公演は録音され、前者は『ウーヴレ・ル・シアン (ライヴ・ダラス '95)』、後者は『ノー・トレンディ・レショフェ (ライヴ・バーミンガム '95)』として2020年にリリースされた。

## 背景
このツアーは、1990年のサウンド+ヴィジョン・ツアーでヒット曲を封印して以来初のボウイのソロでのツアーであり、1992年のフレディ・マーキュリー追悼コンサート以来のステージ出演であった。ツアーの最初のリハーサルはニューヨークのコンプリート・ミュージック・スタジオで行われた後、マリンズ・センターに移動し、NINもリハーサルに参加した。
このツアーのセットリストについてボウイは、「確かに古い曲も演奏するつもりだが、決してあからさまではない。ツアーのリハーサルをしていて、何年も演奏していなかった古い曲が、突然この新しい曲とうまく調和することに気づいたんだ。『ライオンのジョー』とか。だから、とても気に入っているんだ。」と語った。 その他にも、ボウイのバック・カタログから「スケアリー・モンスターズ (アンド・スーパー・クリープス)」「怒りを込めてふり返れ」「アンディ・ウォーホル」「壊れた鏡」などの曲がセットリストに入った。
NINとの共演を選んだ理由について、ボウイは「個人的にはNINと僕の組み合わせは気に入っていたけど、ファンはそうじゃなかった。運が悪かったよ！しかも、12歳から17歳くらいの非常に若い観客だった。出発点は、冒険的なアルバムを作ったんだから、コンサートも冒険的にするにはどうしたらいいか、という単純なものだった。そう考えると、NINの観客と向き合うのは理にかなっているように思えた。彼らが聴いたことのない音楽、名前しか知らないアーティストの音楽で彼らを魅了するのは難しいだろうと思った」と語っている。
トレント・レズナーは、ボウイから多大な影響を受けていることを何度も公言しており、さらにボウイとは「ハーツ・フィルシー・レッスン」のリミックスや、1997年のシングル「アイム・アフレイド・オブ・アメリカンズ」のミュージック・ビデオでコラボレーションしている。1995年、『アウトサイド』はナイン・インチ・ネイルズの影響を受けているかと尋ねられたボウイは、「実際にかなり気に入ったバンドは、ヤング・ゴッズと呼ばれるスイス出身の3人組だった。ナイン・インチ・ネイルズを知る前から彼らのことは知っていた」と答えた。

## 演出
このツアーでボウイは控えめなステージデザインを採用し、1987年のグラス・スパイダー・ツアーのような演劇的な演出を避けた。ステージはペンキが飛び散ったしわくちゃのシートが掛けられた建築現場のようで、隅には古風なテーブルと椅子があり、ボウイは公演中に時折その上に登っていた。 ステージの上にはネオンサインがあり、「Ouvrez le Chien」と記されていた。これはボウイの1970年の曲「オール・ザ・マッドメン」の歌詞に登場したフレーズで、1993年の曲「郊外のブッダ」にも登場した。ツアー序盤の北米レグでは、ステージの上に吊るされたネオンサインに「Strange Ko」「Noise Angel」「Man Made」「Street Volva」といったフレーズが日替わりで表示された。
ボウイはこのツアーで数着の衣装（北米レグとヨーロッパレグで異なる）を着用していたが、その中にはアレキサンダー・マックイーンがデザインした3着のジャケットも含まれていた。

## ツアーの経過

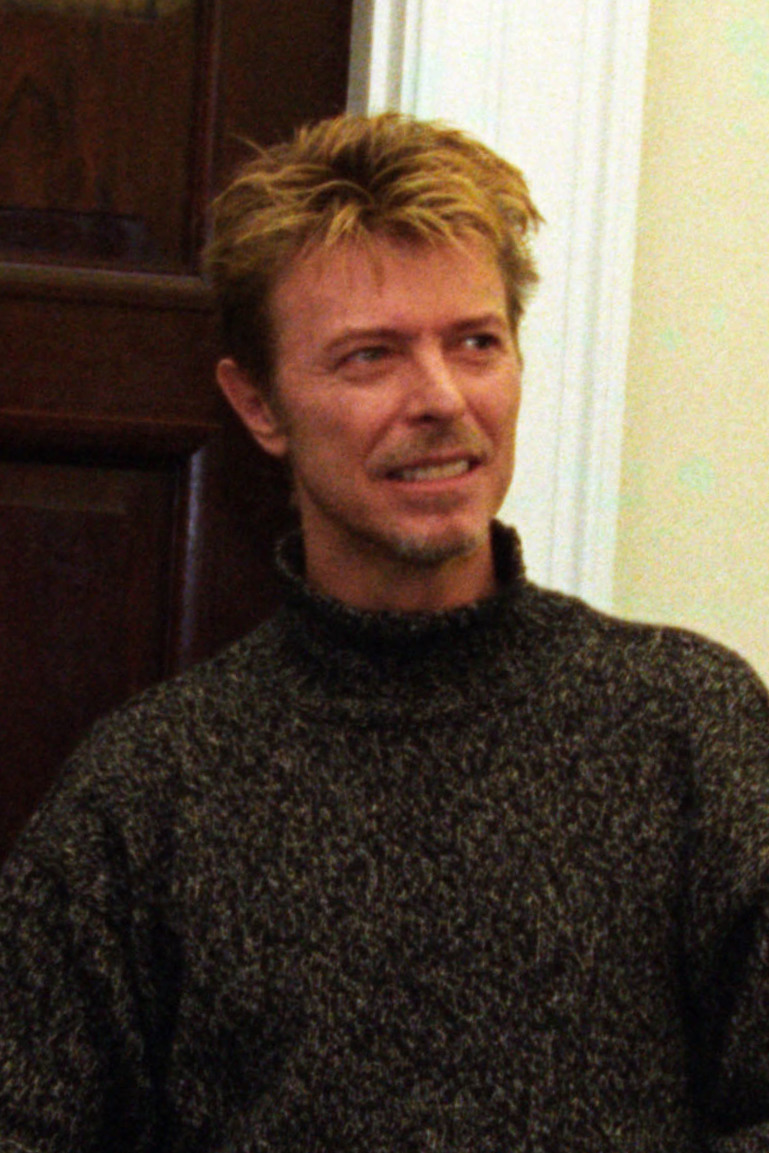
デヴィッド・ボウイ（1995年）

ボウイはツアー初日の1995年9月14日、USAトゥデイのインタビューの冒頭で「どうやったら商業的な自殺ができるんだい？まだリリースされていないアルバムの曲を演奏し、ステージでやったことのない過去の無名の曲で補完するんだ」と語った。
アメリカのインダストリアル・ロック・バンド、プリックが北米レグのオープニングアクトを務めた。 プリックの後NINが演奏を終えるとボウイのバンドが登場して一緒に「サブテラニアンズ」「ハロー・スペースボーイ」「スケアリー・モンスターズ (アンド・スーパー・クリープス)」を演奏し、その後NINの2曲「レプタイル」「ハート」が演奏された。ツアー初日のレビューでは「NINからボウイへの移行シーンは、カンザスからオズに飛ばされるような感じだった。真っ白な照明がサーチライトのように降り注ぐ代わりに、ステージは色彩と質感で溢れかえっていた」と評された。このレビューは他にも「音楽の変化に戸惑う観客もいたが、全体としては印象的な新曲の数々が見事に披露されていた。」と評している。一方、9月16日にマンスフィールドで行われた次の公演のレビューでは、「ボウイはNINと共演するのは向かないことを証明しながらも、恥ずかしくなるほど冗長なパフォーマンスを延々と続けることにこだわっていた」と酷評された。
ツアーの序盤、「観客のほぼ100％がNIN目当てに来た」事はボウイにとって大きな試練であった。ボウイは「最初の数週間は、観客がショーに何を求めて来ているのかに応えるために、毎晩挑もななければならないという事実を受け入れる必要があった。でも、そのうちに、自分がやっていることを楽しんだほうがいいと思うようになった。すると、観客にも伝わるようになった。そうやって、良いツアーになったんだ」と語った。
ボウイは9月26日、ニューヨーク滞在中に地元のレコード店でアルバムにサインをした。
モリッシーはヨーロッパレグのオープニングアクトを務める予定だったが、11月29日のアバディーン・エキシビション・センター公演の直前に突然降板した。その後の日程では、ザ・ジャイアズ、エコーベリー、プラシーボ、エレクトラフィクションなどの様々な地元のバンドがサポートの枠を埋めた。
1996年2月20日のパリ公演の後バンドは休養に入ったが、「アウトサイド・サマー・フェスティバル・ツアー」として再開したツアーには、ジョージ・シムズ、ピート・シュワルツ、カルロス・アロマーは参加しなかった。このツアーでは、制作中のアルバム『アースリング』からの未発表の新曲が数曲演奏された。
6月18日のモスクワ公演は録画され、後に50分のダイジェストがロシアのテレビで放映された。他にも6月22日のローレライ・フェスティバルでの全編の映像がドイツのテレビ(ロックパラストで、7月18日のフェニックス・フェスティバルの公演のダイジェストがイギリスのテレビとBBCラジオで放送された。この公演での「ハーツ・フィルシー・レッスンは、1999年のライブ・アルバム『LIVEANDWELL.COM』に収録された。

## セットリスト
これは1995年12月13日にイングランドのバーミンガムで行われたライブのセットリストであり、ツアー期間中の全てのセットリストを表すものではない。
1. 怒りをこめてふり返れ（英語版）
2. スケアリー・モンスターズ（アンド・スーパー・クリープス)（英語版）
3. 性倒錯者の完全なる破滅 (美しき者の死)
4. 世界を売った男
5. ハロー・スペースボーイ（英語版）
6. アイ・ハヴ・ノット・ビーン・トゥ・オックスフォード・タウン
7. ストレンジャーズ・ホエン・ウィ・ミート（英語版）
8. 壊れた鏡（英語版）
9. ザ・モーテル
10. ジャンプ・ゼイ・セイ（英語版）
11. ティーンエイジ・ワイルドライフ（英語版）
12. アンダー・プレッシャー
アンコール
13. 月世界の白昼夢（英語版）
14. ウィ・プリック・ユー
15. ハロー・スペースボーイ

## 演奏された曲
『世界を売った男』から
- 世界を売った男

『ハンキー・ドリー』から
- アンディ・ウォーホル（英語版）

『ジギー・スターダスト』から
- 月世界の白昼夢（英語版）

『ダイアモンドの犬』から
- ダイアモンドの犬（英語版）

『ロウ』から
- 壊れた鏡（英語版）
- ホワット・イン・ザ・ワールド（英語版）
- サブテラニアンズ（英語版）

『ヒーローズ』
- ライオンのジョー（英語版）
- ヒーローズ

『ロジャー』より
- D.J.（英語版）
- 怒りを込めてふり返れ（英語版）
- ボーイズ・キープ・スウィンギング（英語版）

『スケアリー・モンスターズ』より
- スケアリー・モンスターズ (アンド・スーパー・クリープス)（英語版）
- ティーンエイジ・ワイルドライフ（英語版）

『ティン・マシーンII』より
- ベイビー・ユニヴァーサル（英語版）

『ブラック・タイ・ホワイト・ノイズ』より
- ジャンプ・ゼイ・セイ（英語版）
- ナイト・フライツ（英語版）

『アウトサイド』より
- アウトサイド
- ハーツ・フィルシー・レッスン（英語版）
- 一片の土地
- ハロー・スペースボーイ（英語版）
- ザ・モーテル
- アイ・ハヴ・ノット・ビーン・トゥ・オックスフォード・タウン
- 性倒錯者の完全なる破滅 (美しき者の死)
- ウィ・プリック・ユー
- アイム・ディレンジュド（英語版）
- 建築家たちの視線
- ストレンジャーズ・ホエン・ウィ・ミート（英語版）

『アースリング』より
- リトル・ワンダー（英語版）
- セヴン・イヤーズ・イン・チベット（英語版）
- テリング・ライズ（英語版）

その他の曲
- アンダー・プレッシャー
- すべての若き野郎ども
- マイ・デス
- ホワイト・ライト/ホワイト・ヒート（英語版）

## 参加ミュージシャン
- デヴィッド・ボウイ – ボーカル
- リーヴス・ガブレルス（英語版） – ギター
- カルロス・アロマー（英語版） – ギター, バッキング・ボーカル
- 布袋寅泰 - ギター (1996年6月5日のみ)
- ゲイル・アン・ドロシー – ベース・ギター、ボーカル
- ザッカリー・アルフォード（英語版）[18] – ドラムス
- マイク・ガーソン（英語版） – ピアノ
- ピーター・シュワルツ – シンセサイザー、音楽監督
- ジョージ・シムズ – バッキング・ボーカル、キーボード

## ツアー日程
| 日付                                         | 都市                                 | 国             | 会場                                                    | 観客数        |
| 北米                                         | 北米                                 | 北米           | 北米                                                    | 北米          |
| -------------------------------------------- | ------------------------------------ | -------------- | ------------------------------------------------------- | ------------- |
| 1995年9月14日                                | ハートフォード                       | アメリカ合衆国 | メドウズ・ミュージック・シアター                        | 30,000/30,000 |
| 1965年9月16日                                | マンスフィールド                     | アメリカ合衆国 | グレート・ウッズ                                        | 19,000/19,000 |
| 1995年9月17日                                | ハーシー                             | アメリカ合衆国 | ハーシーパーク・スタジアム                              | 30,000/30,000 |
| 1995年9月20日                                | トロント                             | カナダ         | スカイドーム                                            | 46,000/46,000 |
| 1995年9月22日                                | カムデン                             | アメリカ合衆国 | ブロックバスター・センター                              | 25,000/25,000 |
| 1995年9月23日                                | バーゲッツタウン                     | アメリカ合衆国 | スター・レイク・アンフィシアター                        | 23,000/23,000 |
| 1995年9月27日                                | イーストラザフォード                 | アメリカ合衆国 | メドウランズ・アリーナ                                  | 40,000/40,000 |
| 1995年9月28日                                | イーストラザフォード                 | アメリカ合衆国 | メドウランズ・アリーナ                                  | 40,000/40,000 |
| 1995年9月30日                                | カヤホガフォールズ                   | アメリカ合衆国 | ブロッサム・ミュージック・センター                      | 23,000/23,000 |
| 1995年10月1日                                | ティンリーパーク                     | アメリカ合衆国 | ニュー・ワールド・ミュージック・シアター                | 28,000/28,739 |
| 1995年10月3日                                | オーバーンヒルズ                     | アメリカ合衆国 | ザ・パレス・オブ・オーバーンヒルズ                      | 20,000/22,000 |
| 1995年10月4日                                | コロンバス                           | アメリカ合衆国 | ポラリス・アンフィシアター                              | 20,000/20,000 |
| 1995年10月6日                                | ブリストウ                           | アメリカ合衆国 | ニッサン・パビリオン                                    | 25,000/25,000 |
| 1995年10月7日                                | ローリー                             | アメリカ合衆国 | ウォルナットクリーク・アンフィシアター                  | 20,000/20,000 |
| 1995年10月9日                                | アトランタ                           | アメリカ合衆国 | セレアイズ・アンフィシアター・アット・レイクウッド      | 18,000/18,900 |
| 1995年10月11日                               | メアリーランド・ハイツ               | アメリカ合衆国 | リバーポート・カジノ・アンフィシアター                  | 20,000/20,000 |
| 1995年10月13日                               | ダラス                               | アメリカ合衆国 | スタープレックス・アンフィシアター                      | 20,000/20,000 |
| 1995年10月14日                               | オースティン                         | アメリカ合衆国 | サウス・パーク・メドウズ                                | 16,000/17,000 |
| 1995年10月16日                               | デンバー                             | アメリカ合衆国 | マクニコルズ・スポーツ・アリーナ                        | 17,000/18,500 |
| 1995年10月18日                               | フェニックス                         | アメリカ合衆国 | デザート・スカイ・パビリオン                            | 20,000/20,100 |
| 1995年10月19日                               | ラスベガス                           | アメリカ合衆国 | トーマス&マック・センター                               | 14,700/15,300 |
| 1995年10月21日                               | マウンテンビュー                     | アメリカ合衆国 | ショアライン・アンフィシアター                          | 22,500/22,500 |
| 1995年10月24日                               | タコマ                               | アメリカ合衆国 | タコマ・ドーム                                          | 23,000/23,000 |
| 1995年10月25日                               | ポートランド                         | アメリカ合衆国 | モダ・センター                                          | 19,490/21,000 |
| 1995年10月28日                               | イングルウッド                       | アメリカ合衆国 | ザ・フォーラム                                          | 35,000/35,000 |
| 1995年10月29日                               | イングルウッド                       | アメリカ合衆国 | ザ・フォーラム                                          | 35,000/35,000 |
| 1995年10月31日                               | ロサンゼルス                         | アメリカ合衆国 | ハリウッド・パラディアム                                | 3,450/3,700   |
| ヨーロッパ                                   |                                      |                |                                                         |               |
| 1995年11月14日                               | ロンドン                             | イングランド   | ウェンブリー・アリーナ                                  | 50,000/50,000 |
| 1995年11月15日                               | ロンドン                             | イングランド   | ウェンブリー・アリーナ                                  | 50,000/50,000 |
| 1995年11月17日                               | ロンドン                             | イングランド   | ウェンブリー・アリーナ                                  | 50,000/50,000 |
| 1995年11月18日                               | ロンドン                             | イングランド   | ウェンブリー・アリーナ                                  | 50,000/50,000 |
| 1995年11月20日                               | バーミンガム                         | イングランド   | NECアリーナ                                             | 30,000        |
| 1995年11月21日                               | バーミンガム                         | イングランド   | NECアリーナ                                             | 30,000        |
| 1995年11月23日                               | ベルファスト                         | 北アイルランド | キングス・ホール                                        | -             |
| 1995年11月24日                               | ダブリン                             | アイルランド   | ポイント劇場                                            | 13,000/13,000 |
| 1995年11月26日                               | エクセター                           | イングランド   | ウエストポイント・アリーナ                              | 7,500/7,500   |
| 1995年11月27日                               | カーディフ                           | ウェールズ     | カーディフ・インターナショナル・アリーナ                | 12,500/12,500 |
| 1995年11月29日                               | アバディーン                         | スコットランド | アバディーン・エキシビション&カンファレンス・センター   | 8,500/8,500   |
| 1995年11月30日                               | グラスゴー                           | スコットランド | スコットランド・エキシビション&カンファレンス・センター | 10,000/10,000 |
| 1995年12月3日                                | シェフィールド                       | イングランド   | シェフィールド・アリーナ                                | 26,000/26,000 |
| 1995年12月4日                                | シェフィールド                       | イングランド   | シェフィールド・アリーナ                                | -             |
| 1995年12月5日                                | ベルファスト                         | 北アイルランド | キングス・ホール                                        | 6,540/6,974   |
| 1995年12月6日                                | マンチェスター                       | イングランド   | NYNEXアリーナ                                           | -             |
| 1995年12月7日                                | ニューカッスル                       | イングランド   | ニューカッスル・アリーナ                                | 11,000/11,000 |
| 1995年12月8日                                | マンチェスター                       | イングランド   | NYNEXアリーナ                                           | 21,000/21,000 |
| 1995年12月13日                               | バーミンガム                         | イングランド   | ナショナル・エキシビション・センター (ホール5)          | 15,000/15,000 |
| 1996年1月17日                                | ヘルシンキ                           | フィンランド   | ヘルシンキ・アイス・ホール                              | 8,200/8,200   |
| 1996年1月19日                                | ストックホルム                       | スウェーデン   | ストックホルム・グローブ・アリーナ                      | 16,000/16,000 |
| 1991年1月20日                                | ヨーテボリ                           | スウェーデン   | スカンジナヴィアム                                      | 14,000/14,000 |
| 1996年1月22日                                | オスロ                               | ノルウェー     | オスロ・スペクトラム                                    | 9,700/9,700   |
| 1996年1月24日                                | コペンハーゲン                       | デンマーク     | ヴァルビー・ハレン                                      | 15,000/15,000 |
| 1996年1月25日                                | ハンブルク                           | ドイツ         | シュポルトハレ・ハンブルク                              | 7,000/7,000   |
| 1996年1月27日                                | ブリュッセル                         | ベルギー       | フォレスト・ナショナル                                  | 8,000/8,000   |
| 1996年1月28日                                | ユトレヒト                           | オランダ       | プリンス・ヴァン・オランジュ・ホール                    | 6,000/6,000   |
| 1996年1月30日                                | ドルトムント                         | ドイツ         | ヴェストファーレンハレン                                | 16,000/16,000 |
| 1996年1月31日                                | フランクフルト                       | ドイツ         | フェストハレ・フランクフルト                            | 13,500/13,500 |
| 1996年2月1日                                 | ベルリン                             | ドイツ         | ドイチュランドハレ                                      | 10,000/10,000 |
| 1996年2月3日                                 | プラハ                               | チェコ         | スポーツ・ホール                                        | 15,000/15,000 |
| 1996年2月4日                                 | ウィーン                             | オーストリア   | ウィーン・シュタットハレ                                | 16,000/16,000 |
| 1996年2月6日                                 | リュブリャナ                         | スロベニア     | ティヴォリ・ホール                                      | 6,000/6,000   |
| 1996年2月8日                                 | ミラノ                               | イタリア       | パラトルサルディ                                        | 8,479/8,479   |
| 1996年2月9日                                 | ボローニャ                           | イタリア       | パラスポルト・カサレッキオ                              | 5,271/5,271   |
| 1996年2月11日                                | リヨン                               | フランス       | ホール・トニー・ガルニエ                                | 17,000/17,000 |
| 1996年2月13日                                | ジュネーヴ                           | スイス         | SEGジュネーヴ・アリーナ                                 | 9,500/9,500   |
| 1996年2月14日                                | チューリッヒ                         | スイス         | ハレンシュタディオン                                    | 11,000/11,000 |
| 1996年2月16日                                | アンネヴィル                         | フランス       | ギャラクシー・アンネヴィル                              | 12,000/12,000 |
| 1996年2月17日                                | リール                               | フランス       | ゼニス・ド・リール                                      | 6,000/7,000   |
| 1996年2月18日                                | レンヌ                               | フランス       | パルク・エキスポ・レンヌ                                | 3,000/3,000   |
| 1996年2月20日                                | パリ                                 | フランス       | パレ・オムニスポール・ド・パリ・ベルシー                | 19,095/19,095 |
| アウトサイド・サマー・フェスティバル・ツアー |                                      |                |                                                         |               |
| アジア                                       |                                      |                |                                                         |               |
| 1996年6月4日                                 | 東京                                 | 日本           | 日本武道館                                              | 不明          |
| 1996年6月5日                                 | 東京                                 | 日本           | 日本武道館                                              | 不明          |
| 1996年6月7日                                 | 名古屋                               | 日本           | 名古屋国際会議場                                        | 不明          |
| 1996年6月8日                                 | 広島                                 | 日本           | 広島厚生年金会館                                        | 不明          |
| 1996年6月10日                                | 大阪                                 | 日本           | 大阪城ホール                                            | 不明          |
| 1996年6月11日                                | 北九州                               | 日本           | 九州厚生年金会館                                        | 不明          |
| 1996年6月13日                                | 福岡                                 | 日本           | 福岡サンパレス                                          | 不明          |
| ヨーロッパ・中東                             |                                      |                |                                                         |               |
| 1996年6月15日                                | サンクトペテルブルク                 | ロシア         | 宮殿広場                                                | 不明          |
| 1996年6月16日                                | サンクトペテルブルク                 | ロシア         | 宮殿広場                                                | 不明          |
| 1996年6月18日                                | モスクワ                             | ロシア         | クレムリン                                              | 不明          |
| 1996年6月20日                                | レイキャヴィーク                     | アイスランド   | ラウガルタルスヘル                                      | 不明          |
| 1996年6月22日                                | ザンクト・ゴアールスハウゼン         | ドイツ         | ローレライ野外劇場                                      | 不明          |
| 1996年6月23日                                | リスボン                             | ポルトガル     | パセオ・マリティモ・ド・アルカンタラ                    | 不明          |
| 1996年6月25日                                | トゥーロン                           | フランス       | ゼニス・オメガ・ド・トゥーロン                          | 不明          |
| 1996年6月28日                                | ハレ                                 | ドイツ         | パイスニッツ島                                          | 不明          |
| 1996年6月30日                                | ロスキレ                             | デンマーク     | Darupvej                                                | 不明          |
| 1996年7月1日                                 | アテネ                               | ギリシャ       | レオフォロス・アレクサンドラス・スタジアム              | 不明          |
| 1996年7月3日                                 | テルアビブ                           | イスラエル     | ハヤーコン・パーク                                      | 不明          |
| 1996年7月5日                                 | トルホウト                           | ベルギー       | アヒレ・エッコー・ロックウェイド                        | 不明          |
| 1996年7月6日                                 | ウェルフテル                         | ベルギー       | ロック・ウェルフテル                                    | 不明          |
| 1996年7月7日                                 | ベルフォール                         | フランス       | マルソシー湖                                            | 不明          |
| 1996年7月9日                                 | ローマ                               | イタリア       | オリンピコ・ディ・ローマ                                | 不明          |
| 1996年7月10日                                | フォンヴィエイユ                     | モナコ         | シャピトー・ド・レスパス・フォンヴィエイユ              | 不明          |
| 1996年7月12日                                | アールト・カーンプ                   | スペイン       | エル・プラ・デ・サンタ・マリア                          | 不明          |
| 1996年7月14日                                | ザンクト・ペルテン                   | オーストリア   | グラブン・ドムプラッツ                                  | 不明          |
| 1996年7月16日                                | ロッテルダム                         | オランダ       | アホイ・ロッテルダム                                    | 不明          |
| 1996年7月18日                                | ストラトフォード＝アポン＝エイヴォン | イングランド   | ロング・マーストン飛行場                                | 不明          |
| 1996年7月20日                                | バーリンゲン                         | ドイツ         | メッセゲレンデ・バーリンゲン                            | 不明          |
| 1996年7月21日                                | ベッリンツォーナ                     | スイス         | ピアッツァ・デル・ソーレ                                | 不明          |
| 北米                                         |                                      |                |                                                         | 不明          |
| 1996年9月6日                                 | フィラデルフィア                     | アメリカ合衆国 | エレクトリック・ファクトリー                            | 不明          |
| 1996年9月7日                                 | ワシントンD.C.                       | アメリカ合衆国 | キャピタル・ボールルーム                                | 不明          |
| 1996年9月13日                                | ボストン                             | アメリカ合衆国 | アヴァロン                                              | 不明          |
| 1996年9月14日                                | ニューヨーク                         | アメリカ合衆国 | ローズランド・ボールルーム                              | 不明          |